# ナシム・ニコラス・タレブ
ナシーム・ニコラス・タレブ（阿: نسيم نيقولا نجيب طالب、英: Nassim Nicholas Taleb、1960年 - ）は、レバノン系アメリカ人の作家、思想家、リスク・不確実性の研究者である。
ウォール街でデリバティブトレーダーとして長年働き、その後ヘッジファンドの経営を経て、フルタイムの研究者と作家になった。作家としての方が著名だが、2008年のリーマンショックなどの金融危機における数々の成功により、天才トレーダーとしても知られる。稀な出来事に賭けて大きな利益を上げた手法から「カオスの帝王」と称えられている。研究者としては主に、脆弱性の測定・予防とモデル誤差について取り組んでいる。作家としては、実践者の立場として、理解していない世界での行動方法を提唱している。予期しない稀な現象に関するブラック・スワンの概念を大衆化し、そして反脆弱性の概念を提唱した。。

## 経歴
レバノンのアミュンで生まれ、家族は父方も母方もレバノンのギリシャ正教徒の重鎮的一族であり、政治的にも要職を務めてきた家系であった。しかし、1975年からはじまったレバノン内戦によって、その地位や富を失うのを目の当たりにした。
少年時代は大変反抗的である一方、読書好きで、文学や哲学などさまざまな古典を読み漁った。パリ大学では、科学の学士号と修士号を取得し、ペンシルベニア大学のウォートン・スクールでは、MBAを取得した。また、パリ大学（ドフィーヌ）では、経営科学の博士号を取得している。
また、タレブは語学に堪能であり、英語、フランス語、アラビア語で読み書きをすることができるだけでなく、イタリア語とスペイン語で会話もできる。また、ギリシア語、ラテン語、アラム語、古典ヘブライ語、カナーン語の文書を読むことができる。

### 1987年のブラックマンデーと2000年のドットコム・バブル崩壊における成功
タレブは、1987年のブラックマンデーで4000万ドルの利益を上げたことにより、経済的自由を手に入れ、その後UBSの取締役兼専任トレーダーを務めるなど、さまざまな職を転々とした。1999年にトレーダーを引退した後に、Empirica Capital というヘッジファンドを創設し、2000年から2001年にかけて起きた大暴落で大きな利益を生み出した。しかし、喉頭癌により、2004年にはそれもやめて、文筆業と研究に専念するようになった。また、2007年以降は、Empiricaでパートナーだった Mark Spitznagel が創設したファンド Universa Investments のアドバイザーを務めている。ニューヨーク大学ではリスク工学の教授を務めていた。

### 金融危機に対する事前警告と2007年から2008年の金融危機での成功
タレブは著書『ブラック・スワン』の中で、次のように書いている。
- 『グローバリゼーションによって、不安定性が低減され、安定性が増したものの、相互に連動した脆さが生まれた。言い換えれば、それは、破壊的なブラックスワンを生み出す。我々は、かつてないような世界的崩壊に直面している。金融機関は、より少数の極めて大型の銀行へと統合していった。ほとんど全ての銀行が、相互に関係している。金融業界のエコロジーは、巨大化し、相互に連携し、官僚的な銀行で占められ、ひとつの銀行が失敗したら、全てが巻き込まれる。銀行の統合は、金融危機を発生しにくくする効果があると見られているが、一旦危機が発生したら、その影響はより大きくなり、我々に跳ね返ってくる。我々は、さまざまな貸し出し方針の小さい銀行群のエコロジーから、それぞれが相互に似ている均質なフレームワークへと移行した。今のところ大きな失敗はないが、もしそれが起きたら…私は恐ろしくて震えが止まらない。』
- 『政府が出資する金融機関ファニー・メイの抱えるリスクを見たところ、ダイナマイトの上に座っているようなもので、ちょっとしたしゃっくりでも危険である。しかし、心配には及ばない。ファニー・メイが抱える多数の科学者スタッフが、そんなことは起きないと考えているからである。』

そしてタレブは、2007年からの世界金融危機の間に数百万ドルの利益を上げ、統計学者に一矢を報いた。。また、タレブがアドバイザーを務める Universa Investmentsも、2008年10月に65%から115%の利益を生み出した。。この成功により、タレブは世界中にその名を轟かすことになった。また、2009年のダボス会議では、銀行家に厳しい言葉を浴びせ、一種のスターとして扱われた。

### パンデミックに対する警告、2020年の新型コロナウイルスの拡散開始時期における提言と成功
タレブは著書『ブラック・スワン』の中で既にパンデミックに対する警告を発しており、次のように書いていた。

私はグローバリゼーションを止めろ、旅行を禁止しろなんて言ってない。副作用やトレードオフにも注意しないといけないと言っているだけだ。でも、そういうことさえ気を配る人はほとんどいない。とても奇怪で強烈なウイルスがこの惑星全体に蔓延する、そんなリスクを私は感じる。

悪い黒い白鳥が生まれることが多い一方、よい黒い白鳥は生まれない環境（負の歪度を持つ環境と呼ぶ）では、確率の小さい事象が起こす問題はいっそうひどくなる。なぜか？明らかに、破滅的な事象は必然的にデータから欠落している。変数が生き延びて続いているということ自体が、これまでそういう事象が起きていないことを示している。だからそういう分布を観察していると、安定性を過大評価し、ありうるボラティリティやリスクを過小評価しがちになる。この点——物事一般にはバイアスがかかっていて、過去を振り返れば安定していてリスクは低いように見え、おかげで私たちはいつかびっくりすることになる——は、医療の分野ではとくに肝に銘じておくべきだ。疫病の歴史はあまり研究されていないが、この星を揺るがすような大流行が起こるリスクを示唆する要素は見られない。

中国で新型コロナウイルスが感染拡大し欧米でも感染者が出始める中、2020年1月26日、タレブはニューイングランド複雑系研究所の研究員であるジョゼフ・ノーマン、同研究所のプレジデントであるヤニア・バーヤムとともに、この感染拡大に対し各国が取るべきいくつかの原則に関する論文を発表した。
また、2020年4月9日、ブルームバーグは、タレブが助言するヘッジファンドUniversa Investmentsの同年3月の運用成績が+3,612%となったことを報じた。タレブは、ブルームバーグの取材に対し、「コロナウイルスの発生のようなパンデミックは予測可能であり、ヘッジされなかった投資家は急な損失で代償を払った」とコメントした。また、「新型コロナウイルスのパンデミックは、ブラックスワンではなくホワイトスワンだ。」とコメントしている。

## 著作

### 書籍
- 『Dynamic Hedging: Managing Vanilla and Exotic Options』（未邦訳）、1997年（初版発行）
- 『まぐれ：投資家はなぜ、運を実力と勘違いするのか 』望月衛訳、ダイヤモンド社、2001年（初版発行）
- 『ブラック・スワン：不確実性とリスクの本質』望月衛訳、ダイヤモンド社、2007年（初版発行）
  - 同書の2010年の第二版に追加されたエッセイは、次のタイトルで別に訳され刊行されている。
『強さと脆さ：ブラック・スワンにどう備えるか』望月衛訳、ダイヤモンド社、2010年
- 『ブラック・スワンの箴言：合理的思考の罠を嗤う392の言葉』望月衛訳、ダイヤモンド社、2010年（初版発行）
- 『反脆弱性：不確実な世界を生き延びる唯一の考え方』望月衛訳、ダイヤモンド社、2012年（初版発行）
- 『身銭を切れ：「リスクを生きる」人だけが知っている人生の本質』望月衛訳、ダイヤモンド社、2017年（初版発行）
- 『Statistical Consequences Of Fat Tails: Real World Preasymptotics,Epistemology,and Applications』（未邦訳）、2020年（初版発行）

### 学術的出版物
- Taleb, Nassim Nicholas (1997). Dynamic Hedging: Managing Vanilla and Exotic Options. New York: John Wiley & Sons. ISBN 0-471-15280-3
- Taleb, N. N. (2004) Bleed or Blowup: What Does Empirical Psychology Tell Us About the Preference For Negative Skewness? , Journal of Behavioral Finance, 5
- Taleb, N. N. (2004) “These Extreme Exceptions of Commodity Derivatives.” in Helyette German, Commodities and Commodity Derivatives. New York: Wiley.
- Taleb, N. N. (2004) “Roots of Unfairness.” Literary Research/Recherche littéraire. 21(41-42): 241-254.
- Taleb, N. N. (2004) “On Skewness in Investment Choices.” Greenwich Rountable Quarterly 2.
- Taleb, N. N. (2004) "I problemi epistemologici del risk management " in: Daniele Pace (a cura di) "Economia del rischio. Antologia di scritti su rischio e decisione economica", Giuffrè, Milano
- Taleb, N. N. (2005) "Fat Tails, Asymmetric Knowledge, and Decision making: Essay in Honor of Benoit Mandelbrot's 80th Birthday." Technical paper series, Willmott (March): 56-59.
- Derman, E. and Taleb, N.N. (2005) The Illusion of Dynamic Replication, Quantitative Finance, vol. 5, 4
- Taleb, N. N. (2006) "Homo Ludens and homo Economicus." Foreword to Aaron Brown's The Poker Face of Wall Street. New York: Wiley.
- Goldstein, D.G. and Taleb, N.N. (2007) We Don't Quite Know What We Are Talking About When We Talk About Volatility, Journal of Portfolio Management, Summer 2007.
- Taleb, N.N. (2007) "Black Swan and Domains of Statistics", The American Statistician, August 2007, Vol. 61, No. 3
- Taleb N.N.and Pilpel, A. (2007)Epistemology and Risk Management, "Risk and Regulation", 13, Summer 2007
- Taleb, N. N. (2008) Infinite Variance and the Problems of Practice, Complexity, 14(2).
- Taleb, N.N. (in Press), Errors, Robustness, and the Fourth Quadrant, International Journal of Forecasting (forthcoming)
- Haug, E.G. and Taleb, N.N. (2008) Why We Have Never Used the Black-Scholes-Merton Option Pricing Formula, Wilmott
- Taleb, N.N., Golstein, D.G., and Spitznagel, M.,2009, "The Six Mistakes Executives Make in Risk Management", Harvard Business Review, October
- Pilpel, A. and Taleb, N.N., 2009 (in Press), “Beliefs, Decisions, and Probability” , in (eds. T. O' Connor & C. Sandis) A Companion to the Philosophy of Action (Wiley-Blackwell).
- Taleb, N., and Tapiero, C.Too Big to Fail and the Fallacy of Large Institutions (forthcoming)
- Mandelbrot, B. and Taleb, N.N. (in Press). Random Jump, not Random Walk. In Francis Diebold and Richard Herring (Eds.), The Known, the Unknown, and the Unknowable, Princeton University Press

### その他の随筆
- Taleb, N. N. (2005) Edge article: The Opiates of the Middle Class
- Taleb, N. N. (2006) "On Forecasting." In John Brokman, ed., In What We Believe But Cannot Prove: Today's Leading Thinkers on Science and the Age of Certainty. New York: Harper Perennial.
- Taleb, N.N. (2008) Edge article: Real Life is Not a Casino, forthcoming in In John Brokman, ed., Edge Question 2008. New York:Harper Perennial. 地球温暖化についてのタレブの考え方
- Taleb, N.N. (2009) Edge article: The Idea of Iatrogenic Science, forthcoming in In John Brokman, ed., Edge Question 2009. New York: Harper Perennial.